# Difenyl
Difenyl, bifenyl eller fenylbensen är ett aromatiskt kolväte som bildar färglösa kristaller. Särskilt i äldre litteratur kan föreningar som innehåller den funktionella gruppen bestående av bifenyl mindre ett väte (det ställe där det är fäst) använda prefixen xenyl eller difenylyl.
Den har en distinkt trevlig lukt och kan noteras som ett utgångsmaterial för produktion av polyklorerade bifenyler (PCB), som en gång användes i stor utsträckning som dielektriska vätskor och värmetransportmedel.
Difenyl är också en mellanprodukt för produktion av en mängd andra organiska föreningar som emulgeringsmedel, optiska vitmedel, växtskyddsmedel och plast. Difenyl är olösligt i vatten, men lösligt i typiska organiska lösningsmedel.

## Egenskaper
Difenyl består av två fenylgrupper som på grund av den steriska effekten är låsta i 90° vinkel mot varandra. Det förekommer naturligt i stenkolstjära, råolja och naturgas och kan isoleras från dessa källor genom destillation.

## Framställning
Difenyl produceras industriellt som en biprodukt av dealkylering av toluen för att producera metan:
{\displaystyle {\ce {C6H5CH3 + C6H6 -> C6H5-C6H5 + CH4}}}
Den andra huvudsakliga vägen går genom oxidativ dehydrogenering av bensen:
{\displaystyle {\ce {2 C6H6 + 1/2 O2 -> C6H5-C6H5 + H2O}}}
Årligen produceras 40 000 ton med dessa processer.
I laboratoriet kan difenyl också syntetiseras genom att behandla fenylmagnesiumbromid med koppar(II)-salter.
Det kan också framställas av diazoniumsalter. När anilin behandlas med NaNO2+dil HCl vid 278 K ger det bensendiazoniumklorid. När detta reageras ytterligare med bensen bildas difenyl. Det är känt som Gomberg Bachmann-reaktion.
{\displaystyle {\ce {Ph-NH2->[{\text{NaNO}}_{2}{\text{(aq), HCl}}][T{\text{=273-278K}}]Ph-N2+->[{\text{Ph-H, Δ}}]Ph-Ph}}}

## Användning
Difenyl saknar funktionella grupper och är ganska ickereaktivt, vilket är grunden för dess huvudsakliga tillämpning. I laboratoriet används difenyl huvudsakligen som ett värmeöverföringsmedel som en eutektisk blandning med difenyleter. Denna blandning är stabil till 400 °C.
Difenyl genomgår sulfonering som, följt av bashydrolys, producerar p-hydroxidifenyl och p,p′-dihydroxibifenyl, som är användbara fungicider. I andra substitutionsreaktioner genomgår den halogenering. Polyklorerade bifenyler var en gång populära bekämpningsmedel.
Litiumdifenyl innehåller den radikala anjonen, som är mycket reducerande (-3,1 V vs Fc+/0). Flera solvater av alkalimetallsalter av difenyanjon har karakteriserats genom röntgenkristallografi. Dessa salter, vanligtvis framställda på plats, är mångsidiga reduktionsmedel. Litiumdifenyl erbjuder vissa fördelar i förhållande till den relaterade litiumnaftenen. Besläktat med Li/difenyl är derivatet med två tert-butylgrupper på difenylen.
Difenyl används även som konserveringsmedel mot mögel, och har då E-nummer 230 (i kombination med E231, E232 och E233). Difenyl användes i Sverige fram till 1970 för att impregnera omslagspapper till citrusfrukter, så att inte frukten skulle mögla.

## Stereokemi
Rotation om enkelbindningen i difenyl, och särskilt dess ortosubstituerade derivat, hindras steriskt. Av denna anledning visar vissa substituerade difenyler atropisomerism, det vill säga de enskilda C2-symmetriska isomererna är optiskt stabila. Vissa derivat, liksom relaterade molekyler som BINAP, finner tillämpning som liganderiasymmetrisk syntes. När det gäller osubstituerad difenyl är jämviktstorsionsvinkeln 44,4° och torsionsbarriärerna är ganska små, 6,0 kJ/mol vid 0° och 6,5 kJ/mol vid 90°. Genom att lägga till ortosubstituenter kan barriären kraftigt ökas. I fallet med 2,2'-dimetylderivatet är barriären 17,4 kcal/mol (72,8 kJ / mol).

## Biologiska aspekter
Difenyl är milt giftigt, men kan brytas ned biologiskt genom omvandling till giftfria föreningar. Vissa bakterier kan hydroxylera difenyl och dess polyklorerade bifenyler (PCB).
Det är en del av den aktiva gruppen i antibiotikumet oritavancin.